# Независимое демократическое действие
Независимое демократическое действие (порт. Ação Democrática Independente) — политическая партия в Сан-Томе и Принсипи. Была создана в 1994 году.

## История
Независимое демократическое действие было создано в 1994 году тогдашним президентом Мигелем Троваадой. На президентских выборах 29 июля 2001 года кандидат от партии Фрадик де Менезес получил 55,2 % голосов и был избран президентом. На парламентских выборах, состоявшихся 3 марта 2002 года, Независимое демократическое действие была основной партией альянса «Уэд Кедаджи», которая набрала 16,2 % голосов избирателей и 8 из 55 мест в Национальной ассамблее, а на выборах 2006 года 11 из 55 мест. Лидер партии Патрис Троваада участвовал в президентских выборах 2006 года, набрал 38,8 % голосов, уступив Фрадике де Менезешу. 14 февраля 2008 года он был назначен премьер-министром, однако продержался на этой должности лишь 4 месяца. После объявления Национальной Ассамблеей вотума недоверия правительству П. Тровоады 20 мая 2008, 22 июня он ушёл в отставку.